# Вибір (фільм, 1981)
«Вибір» («Choices») — американська молодіжна кінодрама 1981 року, знята режисером Сільвіо Наріццано.

## Сюжет
Підліткова драма про школяра, який був чудовим футболістом і грав на скрипці, але потім його викинули з команди, він сплутався не з тією компанією і врешті-решт покотився під укіс. Головного героя Джона Карлуччо грає актор Пол Карафотес, а Демі Мур грає його дівчину Коррі — наскрізь правильну і позитивну. Вона витягне бідолаху з тієї ями, в яку він сам себе зажене.

## У ролях
- Пол Карафотс — Джон Карлуччо
- Браян Мерроу — Гендерсон
- Вільям Ар Моузес — Пет
- Демі Мур — Корі
- Стівен Ніколс — Кріс
- Вел Евері — Ріцо
- Джей Мей — роль другого плану
- Даріан Матіас — Саманта
- Ларк Гейб — роль другого плану
- Курт Айєрс — роль другого плану
- Віктор Френч — роль другого плану
- Гері Карлуччіо — роль другого плану
- Лелія Голдоні — роль другого плану
- Джейн Карлуччіо — роль другого плану
- Майкл Олдредж — Тоні
- Дон Старк — роль другого плану
- Пет Баттрем — Попс
- Денніс Патрік — Баверс, лікар
- Банні Саммерс — роль другого плану
- Сонні Гордон — Джиммі
- Арт Кімбро — роль другого плану
- Джордж Берроуз — дідусь
- Чарлз Гавертон — роль другого плану

## Знімальна група
- Режисер — Сільвіо Наріццано
- Сценарист — Джон Стівенс
- Оператор — Хананія Баер
- Композитор — Крістофер Л. Стоун
- Художник — Дена Рот
- Продюсери — Алісія Рівера Франкл, Тоні Дідіо, Джон Стівенс